# Lisichansk
Lisichansk (en ucraniano: Лисичанськ; en ruso: Лисичанск) es una ciudad situada en la orilla derecha del río Donets perteneciente al óblast de Lugansk, al este de Ucrania. Es el centro administrativo del antiguo raión de Lisichansk y la administración del municipio de Lisichansk incluye las ciudades de Novodrúzhesk y Pryvilia. Actualmente se encuentra bajo ocupación de facto rusa. 
Junto con las ciudades de Severodonetsk, Rubizhne, Kreminná y los pueblos más cercanos, el área de Lisichansk constituye un importante centro urbano e industrial del área de Dombás, con una población de aproximadamente 353 000 habitantes (2009).

## Geografía
Lisichansk está situada en la parte noroeste del óblast de Lugansk, 8 kilómetros al sudoeste de Severodonetsk y a 115 kilómetros al noroeste de Lugansk. La zona está rodeada de grandes cerros, quebradas y valles. La ciudad está situada en el espolón norte de la cordillera de Donets.
Los recursos hídricos que se derivan de aquí son uno de los recursos más importantes. El río Donets es la principal arteria de agua de Lisichansk y de toda la región. La longitud del río dentro de la ciudad es de 26,5 km, mientras que el afluente Verjnia Bilenka atraviesa la parte sur de la ciudad, la longitud del río dentro de la ciudad es de 7,7 km.

### Clima
Lisichansk tiene clima continental húmedo (Dfb) según la clasificación climática de Köppen. Los veranos son cálidos y, a veces, húmedos, con temperaturas máximas promedio de 26-27 °C y mínimas de 14-15 °C. Los inviernos son relativamente fríos con temperaturas máximas promedio de -1 °C y mínimas de -8 a -6 °C. La primavera y el otoño son generalmente fríos a templados. La temperatura más alta jamás registrada en la ciudad fue de 41,0 °C en junio de 1984. La temperatura más fría jamás registrada en la ciudad fue de −34,0 °C en febrero de 1954.

La precipitación anual es de 480 milímetros (18,9 in) con precipitaciones moderadas durante todo el año. Las nevadas ligeras ocurren principalmente de diciembre a marzo, pero la capa de nieve no suele permanecer por mucho tiempo.
| Parámetros climáticos promedio de Lysychansk    | Parámetros climáticos promedio de Lysychansk | Parámetros climáticos promedio de Lysychansk | Parámetros climáticos promedio de Lysychansk | Parámetros climáticos promedio de Lysychansk | Parámetros climáticos promedio de Lysychansk | Parámetros climáticos promedio de Lysychansk | Parámetros climáticos promedio de Lysychansk | Parámetros climáticos promedio de Lysychansk | Parámetros climáticos promedio de Lysychansk | Parámetros climáticos promedio de Lysychansk | Parámetros climáticos promedio de Lysychansk | Parámetros climáticos promedio de Lysychansk | Parámetros climáticos promedio de Lysychansk |
| Mes                                             | Ene.                                         | Feb.                                         | Mar.                                         | Abr.                                         | May.                                         | Jun.                                         | Jul.                                         | Ago.                                         | Sep.                                         | Oct.                                         | Nov.                                         | Dic.                                         | Anual                                        |
| ----------------------------------------------- | -------------------------------------------- | -------------------------------------------- | -------------------------------------------- | -------------------------------------------- | -------------------------------------------- | -------------------------------------------- | -------------------------------------------- | -------------------------------------------- | -------------------------------------------- | -------------------------------------------- | -------------------------------------------- | -------------------------------------------- | -------------------------------------------- |
| Temp. máx. abs. (°C)                            | 16.0                                         | 17.0                                         | 23.0                                         | 31.0                                         | 37.0                                         | 41.0                                         | 40.0                                         | 40.0                                         | 36.0                                         | 31.0                                         | 21.0                                         | 16.0                                         | 41.0                                         |
| Temp. máx. media (°C)                           | -3.0                                         | -2.0                                         | 5.0                                          | 15.0                                         | 22.0                                         | 26.0                                         | 28.0                                         | 27.0                                         | 21.0                                         | 13.0                                         | 4.0                                          | 0.0                                          | 13.0                                         |
| Temp. media (°C)                                | -6.0                                         | -5.0                                         | 1.6                                          | 9.5                                          | 15.5                                         | 20.0                                         | 22.0                                         | 21.0                                         | 15.0                                         | 11.0                                         | 1.0                                          | -3.0                                         | 8.5                                          |
| Temp. mín. media (°C)                           | −9.0                                         | −8.0                                         | -3.0                                         | 4.0                                          | 9.0                                          | 14.0                                         | 16.0                                         | 15.0                                         | 9.0                                          | 3.0                                          | -2.0                                         | −6.0                                         | 3.5                                          |
| Temp. mín. abs. (°C)                            | -32.0                                        | -34.0                                        | -22.0                                        | -11.0                                        | -3.0                                         | -3.0                                         | 6.0                                          | 4.0                                          | -5.0                                         | -12.0                                        | -24.0                                        | -29.0                                        | -34.0                                        |
| Lluvias (mm)                                    | 32.0                                         | 30.0                                         | 36.0                                         | 37.0                                         | 48.0                                         | 53.0                                         | 61.0                                         | 34.0                                         | 45.0                                         | 31.0                                         | 37.0                                         | 36.0                                         | 480                                          |
| Días de lluvias (≥ 1.0 mm)                      | 6.0                                          | 5.0                                          | 7.0                                          | 9.0                                          | 9.0                                          | 8.0                                          | 7.0                                          | 5.0                                          | 7.0                                          | 9.0                                          | 9.0                                          | 8.0                                          | 89                                           |
| Fuente: Microsoft Corporation program "Weather" |                                              |                                              |                                              |                                              |                                              |                                              |                                              |                                              |                                              |                                              |                                              |                                              |                                              |

## Historia

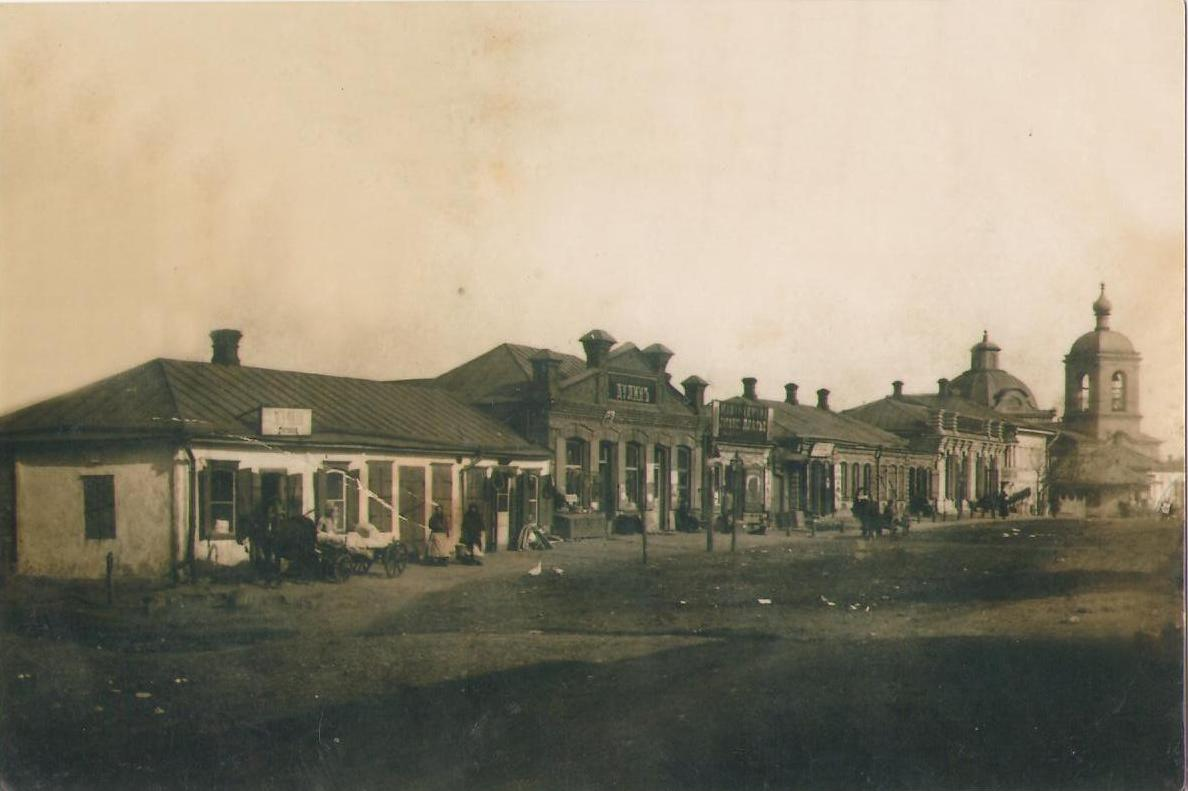
La ciudad vieja de Lisichansk

En 1721, se descubrió carbón por primera vez en la cuenca de carbón de Donets en Lisya Balka, un pueblo cosaco establecido en 1710. Lisichansk fue fundada en 1795 en el lugar de la primera explotación carbonífera del Dombás, abierta en 1786.
Los asentamientos previamente existentes en el área alrededor de Lisichansk fueron completamente destruidos por la expedición punitiva moscovita contra la rebelión de Bulavin. Después de la represión del levantamiento, el área fue repoblada con Vóronove (fundada por los cosacos de Jojlov), Syrótyne (cosacos de Popov y Sirotin), Borivske (asentado en parte por antiguos residentes del quemado slobodá de Borovskaya), Metiólkine (cosacos de Metélnikov) y Smolianýnove (cosacos de Smolianýnov).
Un periódico local se publica en la ciudad desde enero de 1918. Obtuvo el estatuto de ciudad en 1938.  Hubo combates en el área de Lisichansk durante la Segunda Guerra Mundial.  Las fronteras actuales de Lisichansk se finalizaron a mediados de la década de 1960. En 1962, la ciudad de Severodonetsk se separó de Lisichansk y se convirtió en su propia ciudad independiente. En 1963, las ciudades de Novodrúzhesk y Pryvilia se incluyeron en los límites de la ciudad de Lisichansk y se convirtieron en ciudades. En 1965, Lisichansk incorporó las ciudades de Vérjnie y Proletarsk. Posteriormente se convirtió en un centro importante de la industria química.

### Guerra en el Dombás e invasión rusa de Ucrania (2022)

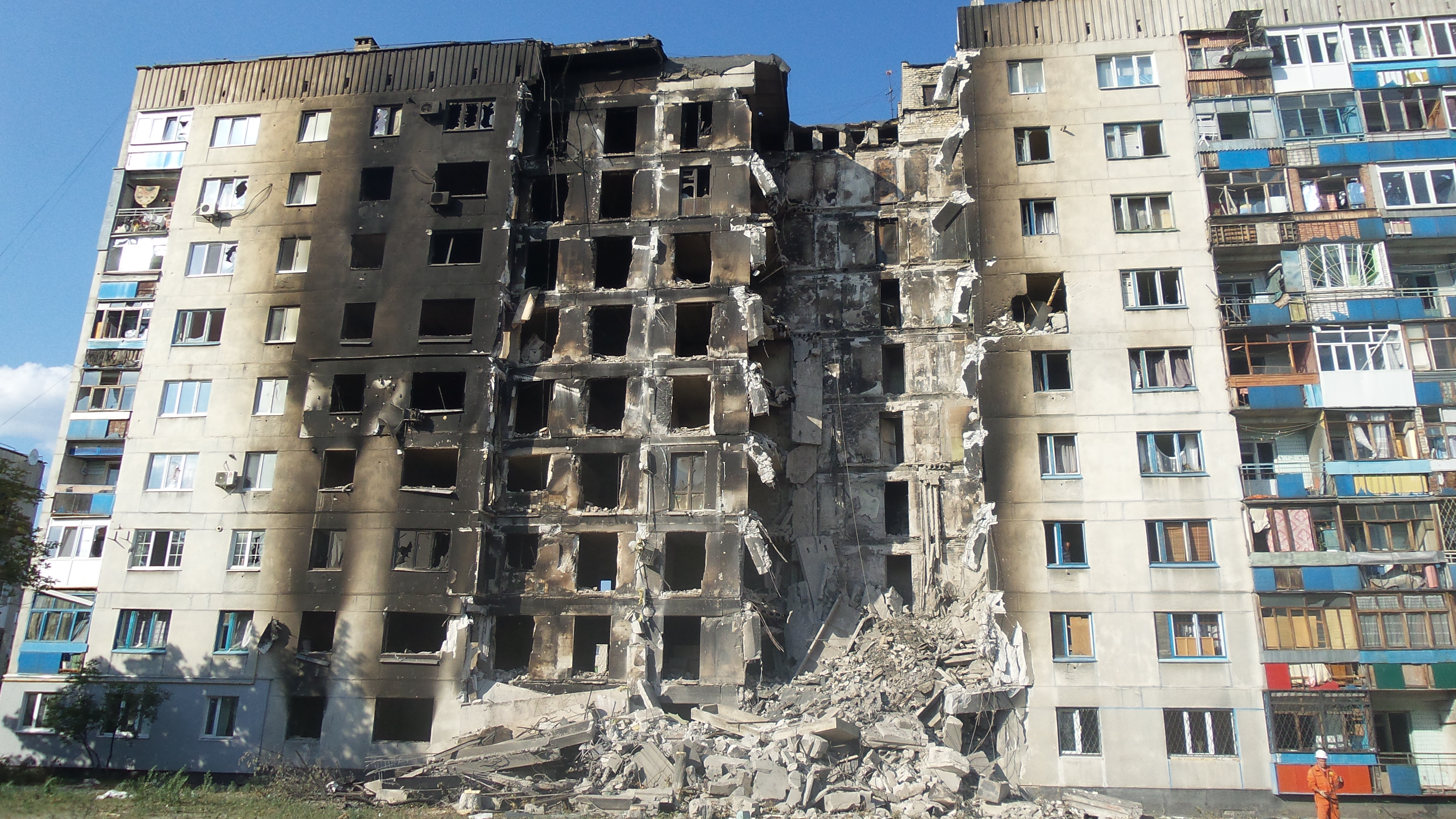
Bloque de pisos destruido (2014)

Durante las protestas prorrusas en Ucrania de 2014 y la guerra del Dombás, la ciudad fue capturada a principios de abril de 2014 por separatistas prorrusos. Ucrania envió tanques.  El 22 de julio de 2014, Ukrinform informó que los separatistas "abandonaron masivamente Lisichansk" con "automóviles incautados de la población y en estacionamientos"; TASS informó el mismo día que los separatistas habían "decidido abandonar la ciudad para salvar a la población y detener los enfrentamientos". Esto se debió principalmente a que su derrota en el asedio de Sloviansk y la evacuación de Kramatorsk hicieron insostenible mantener la ciudad. Al día siguiente, continuaron los intensos combates en la ciudad, mientras que la Guardia Nacional de Ucrania y el ejército ucraniano emitieron un comunicado que declaraba "el plan militar para liberar a Lisichansk de los grupos terroristas en un futuro próximo". El 24 de julio de 2014, el ejército ucraniano afirmó que sus tropas habían entrado en Lisichansk y su coronel Andriy Lysenko declaró: "Tomaremos la ciudad y el camino estará abierto a Horlivka y luego a Donetsk". El 25 de julio de 2014, las fuerzas ucranianas aseguraron la ciudad de los separatistas prorrusos.
Durante la invasión rusa de Ucrania en 2022, La administración de la ciudad de Lisichansk que ya está bajo control de las unidades de la Milicia Popular de la República Popular de Lugansk y las fuerzas rusas afirmó el oficial de la Milicia Popular de la República Popular de Lugansk, Andréi Marochko. el líder de la república rusa de Chechenia, Ramzán Kadyrov, informó el sábado por la tarde que las unidades de las tropas aliadas llegaron al centro de la localidad. "Lisichansk es nuestra. Nuestras unidades están en el centro de Lisichansk", escribió en su canal de Telegram. Asimismo, explicó que una parte de las tropas atravesó toda la ciudad combatiendo hasta el centro, mientras que otras unidades entraron por los flancos, liberando una manzana tras otra. Al mismo tiempo, señaló que las fuerzas ucranianas suelen colocar trampas explosivas que pueden estallar y provocar víctimas civiles. "Ahora la limpieza de la ciudad es una prioridad", subrayó.

## Demografía
En el censo de 2001, la población estaba compuesta por un 66,7% de ucranianos, 30,5% de rusos y 1% de bielorrusos.
| Gráfica de evolución de Lisichansk entre 1801 y 2021 |
|                                                      |

## Economía

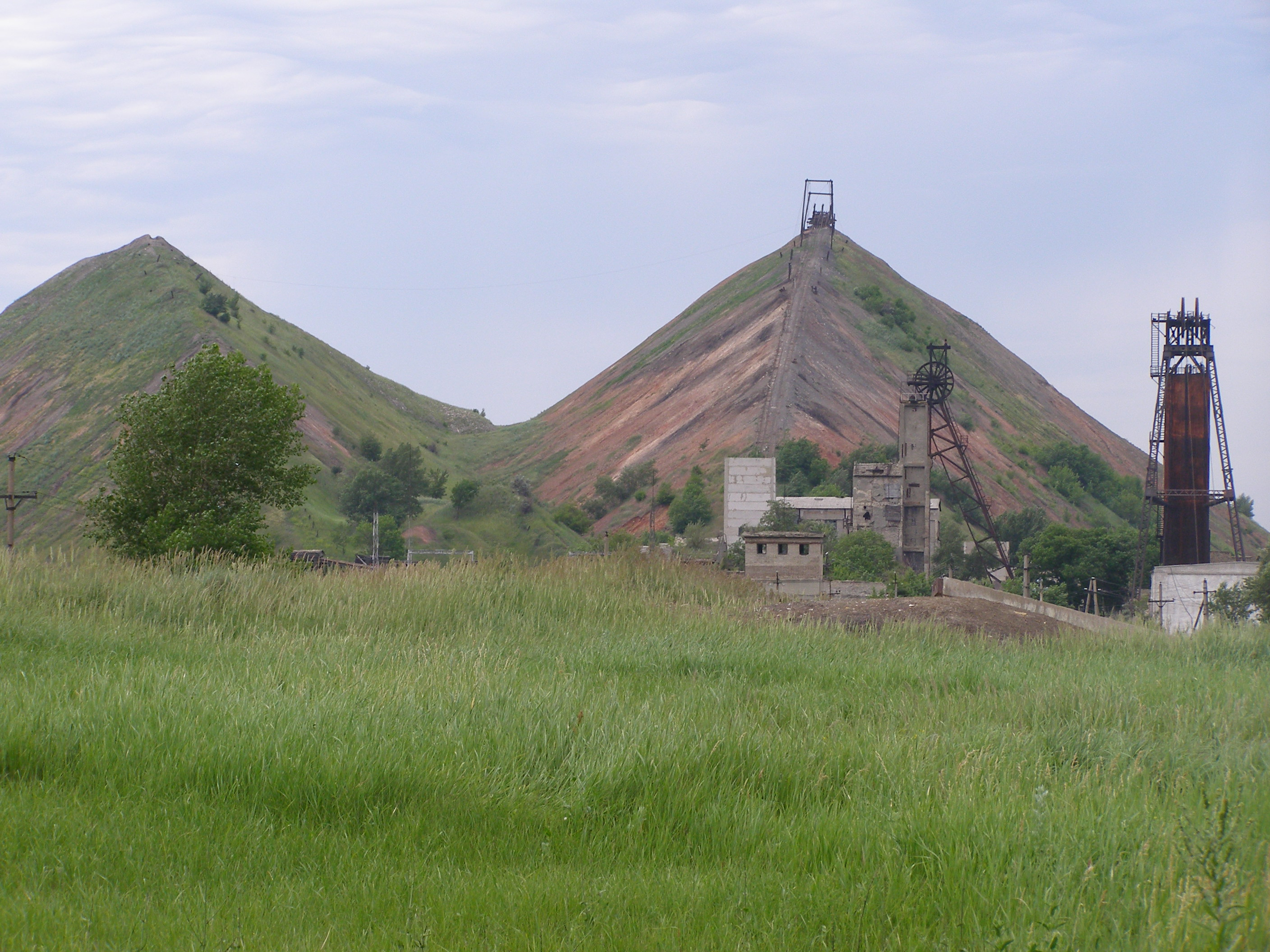
Mina de carbón en Lisichansk

Cuando Lisichansk era una ciudad en la Unión Soviética, se encontraba entre los centros industriales más grandes del óblast de Lugansk. Mantuvo este estado mucho después de que Ucrania se independizara en 1991. Pero desde 2010, la mayoría de las plantas importantes han cerrado, lo que ha provocado despidos masivos.
La ciudad y sus alrededores tienen 5 minas de carbón propiedad de Lysychanskvuhillia. La producción de reservas de carbón asciende a 179,7 millones de toneladas, y su capacidad de producción es de 2,8 millones de toneladas de carbón al año.

## Infraestructura

### Educación
Los instituciones de educación superior en Lisichansk incluyen la Universidad Técnica Estatal de Dombás y la Universidad Estatal de Asuntos Internos de Lugansk.

### Transporte

#### Autobús
Los tranvías y autobuses circulan desde y hacia Lisichansk, así como dentro de la ciudad. La mayoría de los autobuses que entran y salen de la ciudad empiezan a funcionar después de las 6 de la mañana hasta las 7-9 de la tarde para diferentes rutas. El servicio regular de autobús directo estaba disponible para otras ciudades ucranianas, incluidas Donetsk, Járkov, Berdiansk y Mariúpol.

#### Ferrocarril
Lisichansk tiene una estación de tren central y otras tres estaciones de tren: Nasvitevych, Pereizna, Volcheiarska. Casi todos los trenes de distancia de tránsito se detienen en las estaciones Pereizna y Volcheiarska, lo que permite a los residentes del sur de Lisichansk no depender de la estación central de trenes. A partir de 2021, las estaciones no centrales solo se utilizan para trenes interurbanos de destino corto (trenes de cercanías diésel).
La estación central de tren de Lisichansk tiene las siguientes rutas de tren:
- 138: Jmelnytsky - Lisichansk
- 20: Kiev - Popasna
- 46: Lisichansk - Úzhgorod

Desde la invasión rusa de Ucrania de 2022, no hay una ruta ferroviaria disponible desde el óblast de Lugansk a la Federación de Rusia. En la mayoría de los casos, la estación central de tren de Lisichansk se convirtió en el destino final de los trenes de largo alcance.